# Kamerstuk
Een Kamerstuk is een tussen de Nederlandse regering en het Nederlands parlement uitgewisseld schriftelijk stuk. Voor wat betreft de Tweede Kamer moeten deze, volgens artikel 151 van het Reglement van Orde van de Tweede Kamer, voor zover mogelijk, terstond digitaal worden gepubliceerd.
Op overheid.nl worden de stukken van documentsoort Kamerstuk onderverdeeld in de rubrieken  Kamerstuk en Bijlage. Er is dus het begrip Kamerstuk in ruimere en engere zin. Een bijlage hoort bij een Kamerstuk in engere zin.

## Dossiers
Kamerstukken vormen dossiers, Kamerdossiers of Kamerstukdossiers genoemd. In ieder geval kent de Tweede Kamer aan elk wetsvoorstel een apart dossiernummer toe, maar een dossier kan ook gaan over een bepaald thema, anders dan een specifiek wetsvoorstel, bijvoorbeeld de Kamerdossiers Herziening Belastingstelsel en Voorjaarsnota 2022.
Ieder dossier krijgt een zg. Kamerstuknummer, dossiernummer of vetnummer; deze nummering is gestart in het vergaderjaar 1945/46 en is sindsdien doorlopend.
Bij de rijksbegroting is de nummering afwijkend. Het algemene nummer is een rond getal (33400, 33750 voor de rijksbegrotingen van 2013, 2014; een aantal nummers vóór dit ronde getal worden daartoe overgeslagen en ten behoeve van de chronologische volgorde ook later niet gebruikt). Dit is op zichzelf het nummer van een dossier genaamd Nota over de toestand van 's Rijks Financiën (anders dan gebruikelijk is de titel van het dossier niet uniek, het jaartal ontbreekt, hoewel het wel elk jaar een nieuw dossier is; bevat onder meer de Miljoenennota), maar er zijn ook dossiers voor de afzonderlijke begrotingshoofdstukken, met dossiernummers zoals 33400-IX (toevoeging van een Romeins cijfer), 33400-IIA en 33400-IIB in plaats van 33400-II, en 33400-A (toevoeging van een de letters A, B, C, F, H, J, dus niet aansluitend; I is al als Romeins cijfer in gebruik, F, H en J zijn gebruikt in plaats van D, E en F, mogelijk om per onderwerp door de jaren heen dezelfde letter te gebruiken).
Verder zijn er jaarverslagen en per begrotingshoofdstuk een slotwet. Voor 2011 is het algemene nummer 33240. Dit is op zichzelf het nummer van een dossier genaamd Financieel Jaarverslag van het Rijk 2011, terwijl bijvoorbeeld dossier 33240-XV is Jaarverslag en slotwet Ministerie van Sociale Zaken en Werkgelegenheid 2011.
Bij Kamerstukken van vóór 1945 worden de dossiers per vergaderjaar genummerd, en begint de nummering binnen een dossier elk vergaderjaar weer met 1.
Kamervragen worden niet als Kamerstuk gedefinieerd en kennen een eigen nummering.

### Themadossiers
Themadossiers, soms langlopend met veel stukken, zijn bijvoorbeeld:
- Belastingdienst[4]
- Jeugdzorg[5]
- Kabinetsplan aanpak administratieve lasten[6]
- Kinderopvang[7]
- Openbaar vervoer[8]

## Kamerstukken per dossier
Een volledig Kamerstuknummer is een combinatie van dit (tegenwoordig) vijfcijferige nummer (met voor een dossier van een begrotingshoofdstuk nog een toevoeging, zie boven) en een ondernummer. Het kan worden voorafgegaan door het vergaderjaar, maar zonder dat is het nummer ook al uniek. Een dossier dat de Eerste Kamer zelf start, bijvoorbeeld over de verkiezing van een voorzitter, het Reglement van Orde, of een interne financiële kwestie, heeft een nummer in Romeinse cijfers.
De term Kamerstuk wordt soms gebruikt voor het dossier (bijvoorbeeld in het Staatsblad, als daarin naar het dossier wordt verwezen), soms voor één stuk uit het dossier. Ook wordt wel de meervoudsterm Kamerstukken gebruikt, als naam van de hele verzameling stukken, ook in een verwijzing naar een enkel stuk.
Soms hoort een Kamerstuk bij twee dossiers. Er staan dan twee dossiernummers en -titels bovenaan. Het ondernummer heeft dan betrekking op het in het stuk of in een verwijzing eerstgenoemde dossier. "Kamerstuk 31728, 30914, nr. 5" betekent dus Kamerstuk 31728, nr. 5, dat ook hoort bij dossier 30914, en niet moet worden verward met Kamerstuk 30914, nr. 5.
Bijvoorbeeld voor de Zorgverzekeringswet:
- Tweede Kamer, vergaderjaar 2003–2004, 29 763, nr. 2

De spatie in het vetnummer wordt onder andere gebruikt in de Kamerstukken zelf, maar het vetnummer wordt elders ook vaak zonder spatie geschreven.
Bij een wetsvoorstel is volgnummer 1 meestal een korte "koninklijke boodschap", nummer 2 het wetsvoorstel zelf, nummer 3 de memorie van toelichting, en nummer 4 het advies van de Raad van State en het "nader rapport" van de regering met commentaar op het advies. Indien van toepassing kan nummer 4 ook zijn de "oorspronkelijke tekst van het voorstel van wet en van de memorie van toelichting zoals voorgelegd aan de raad van state en voor zover nadien gewijzigd"; dan is nummer 5 het nader rapport. Nummer 2 en 3 zijn de versies na deze eventuele wijziging. De genoemde stukken worden tegelijk gepubliceerd.
De overige Kamerstukken kunnen onder andere zijn:
- Nota van verbetering
- Nota van wijziging (wijziging van een wetsvoorstel, met toelichting in hetzelfde stuk)
- Verslag
- Nota naar aanleiding van het verslag
- Amendement (de uitslag van de stemming is te vinden in de Handelingen)
- soms tussendoor een Voorstel van wet zoals het luidt na de daarin tot en met .. aangebrachte wijzigingen
- Verslag van een schriftelijk overleg
- Brief minister
- Motie (de uitslag van de stemming is te vinden in de Handelingen)
- Verslag van een rondetafelgesprek van Kamerleden met externe deskundigen en belanghebbenden, soms met als bijlagen hun position papers

De mondelinge behandeling in de Tweede Kamer, met de uitslag van de stemming over het wetsvoorstel, staat in de Handelingen. Bij goedkeuring wordt vervolgens de geconsolideerde versie van het wetsvoorstel (de bijgewerkte versie, waar de nota's van wijziging en de aangenomen amendementen in zijn verwerkt) opgesteld, dat naar de Eerste Kamer gaat, bijvoorbeeld:
- Eerste Kamer, vergaderjaar 2004–2005, 29 763, A

Het vetnummer is hetzelfde. Sinds het vergaderjaar 2003-2004 is het ordernummer vervangen door een hoofdletter. Daarvóór hadden de stukken alleen een 'onder'nummer waarmee alle stukken van de Eerste Kamer werden doorgenummerd. Voor zover van toepassing is volgletter A altijd het "Gewijzigd voorstel van wet". De overige kunnen onder andere zijn:
- (Nader) voorlopig verslag
- (Nadere) memorie van antwoord
- Verslag van een schriftelijk overleg
- Verslag van een mondeling overleg
- Eindverslag

Bij een wetsvoorstel wordt met "verslag" zonder meer, bedoeld een inhoudelijk eindverslag van de commissie. Er vindt na het uitbrengen van een verslag geen verdere schriftelijke voorbereiding plaats. In een nota naar aanleiding van het verslag reageert de regering. Met "voorlopig verslag" wordt de mogelijkheid open gelaten om na de beantwoording door de verdediger van het wetsvoorstel (regering, of initiatiefnemer(s) of hun opvolger uit de Tweede Kamer), die dan "memorie van antwoord" heet, de dialoog voort te zetten met "nader voorlopig verslag", die dan wordt beantwoord met een "nadere memorie van antwoord". Na de memorie van antwoord of nadere memorie van antwoord sluit de commissie af met een eindverslag.
De mondelinge plenaire behandeling in de Eerste Kamer, met de uitslag van de stemming over het wetsvoorstel, staat in de Handelingen. Bij goedkeuring komt dezelfde tekst als Kamerstuk A (de Eerste Kamer kan immers geen wetsvoorstel wijzigen) in het Staatsblad van het Koninkrijk der Nederlanden, met een eigen nummer maar met vermelding van het vetnummer.
Na A komen B tot en met Z, dan AA tot en met AZ, BA tot en met BZ, enz., zie bijvoorbeeld Kamerstuk 23490 op de website Officiële bekendmakingen. Een Kamerstuk is volledig geïdentificeerd met het vetnummer en het ondernummer of de letter(s). Het vergaderjaar en de Kamer zijn handig en gebruikelijk maar niet nodig voor eenduidigheid.
Sommige Kamerstukken zijn voor beide Kamers en hebben een ondernummer en een of meer letters, zie bijvoorbeeld Kamerstuk 31544.

## Bijgewerkte versies
De Tweede Kamer publiceert bijgewerkte versies van daar aanhangige wetsvoorstellen.

## Rijkswetten
Kamerdossiers met betrekking tot een rijkswet hebben een dubbel nummer, bijvoorbeeld 30 584 (R 1811) voor een wijziging in 2008 van de Rijkswet op het Nederlanderschap.

## Publicatie
Vanaf 1995 verschenen Kamerstukken zijn te raadplegen via overheid.nl (parlementaire documenten onder de kolom Overheidsinformatie). De url's van Kamerstukken hebben een vaste opbouw: https://zoek.officielebekendmakingen.nl/kst-28197-21.pdf. Dit betreft de authentieke versie van het Kamerstuk met vetnummer 28197 en ondernummer 21 (kst-vetnummer-ondernummer.pdf). Aanvullend wordt soms, vaak wat later, ook een onofficiële html-versie geplaatst. Een link als https://zoek.officielebekendmakingen.nl/kst-32140-105 linkt steeds naar de informatiepagina. Deze bevat onder meer de officiële volledige naam van het Kamerstuk, die bestaat uit de naam van het dossier, het soort stuk (bijvoorbeeld 'Brief van de staatssecretaris van Financiën') en de inhoudelijke naam van het stuk (als het bijvoorbeeld een brief is, de tekst die achter "Betreft:" stond. Het kopje boven de tekst is dan slechts het soort stuk. De inhoudelijke naam van het stuk ontbreekt in de html- en pdf-versie, maar staat wel ook bij zoekresultaten op officielebekendmakingen.nl). De informatiepagina bevat verder de link naar de pdf-versie, en de link naar de html-versie, indien aanwezig, deze heeft dan een url als https://zoek.officielebekendmakingen.nl/kst-32140-105.html.
Nieuwe stukken hebben vaak niet gelijk hun definitieve nummer. Ze hebben dan anno 2024 één 7-cijferig nummer (eerder 6-cijferig). Sinds het nieuwe nummer gereed is wordt bijvoorbeeld https://zoek.officielebekendmakingen.nl/kst-789727.pdf doorgeleid naar https://zoek.officielebekendmakingen.nl/kst-34552-71.pdf en https://zoek.officielebekendmakingen.nl/kst-789727.html naar https://zoek.officielebekendmakingen.nl/kst-34552-71.html. De nieuwe versie heeft ook de definitieve opmaak. Via https://www.eerstekamer.nl/wetsvoorstel/34552_belastingplan_2017 en https://www.eerstekamer.nl/behandeling/20161117/brief_regering_overzicht_moties_en/info?start_docList=50#p3 krijgt men de url https://www.eerstekamer.nl/behandeling/20161117/brief_regering_overzicht_moties_en/document3/f=/vk9dm4g13tzt.pdf van een ander exemplaar van hetzelfde pdf-bestand. De website van de Eerste Kamer heeft dus ook de documenten van de Tweede Kamer, maar bij het opslaan is in de default bestandsnaam niet het dossier- en ondernummer aanwezig.
Bijlagen bij een Kamerstuk hebben hun eigen 6- of 7-cijferig nummer en "blg" in plaats van "kst", en houden dat ook. Het dossier- en ondernummer van het Kamerstuk waar ze bij horen zijn dan alleen eventueel in de inhoud ervan te zien, en in zoekresultaten op onder meer officielebekendmakingen.nl.
Een Kamerstuk dat een bewindspersoon aan de Tweede Kamer zendt wordt vaak eerder op rijksoverheid.nl/documenten gepubliceerd dan op officielebekendmakingen.nl, maar de url op rijksoverheid.nl werkt na ongeveer anderhalf jaar niet meer. Ook bevat deze pagina vaak geen Kamerdossiernummer. Dat komt doordat de Tweede Kamer zelf een dossier- en ondernummer aan zo'n stuk toekent, en de webpagina daarna niet hiermee wordt aangevuld. Een of meer weken later wordt het stuk dan ook gepubliceerd op officielebekendmakingen.nl. 
Een geschikte url voor een Kamerstuk is die van de vorm https://zoek.officielebekendmakingen.nl/kst-35927-125.html als de html-versie bestaat, deze linkt naar de informatiepagina en de pdf-versie, en een url van de vorm https://zoek.officielebekendmakingen.nl/kst-1030065 als er geen html-versie is, deze linkt naar de informatiepagina met een link naar de pdf-versie. Zolang het stuk alleen nog maar op rijksoverheid.nl staat moet uiteraard tijdelijk daarnaar gelinkt worden.

## Beslisnota
In een beslisnota leggen ambtenaren conceptbeslissingen voor aan de bewindspersoon, met alle afwegingen om tot een beleidskeuze te komen. Sinds 1 juli 2021 zijn beslisnota’s over wetgeving en beleidsvorming bij Eerste en Tweede Kamerstukken openbaar. Dit betreft onder meer wetsvoorstellen, memories van toelichting, instellingsbesluiten, strategische beleidsbrieven en startnota’s. Het kabinet stuurt deze beslisnota’s actief mee bij Kamerbrieven en publiceert ze op rijksoverheid.nl. In het voorjaar van 2022 wordt een besluit genomen over de uitbreiding naar andere categorieën, bijvoorbeeld begrotingsstukken of stukken over Europese en internationale onderhandelingen.
De website open.overheid.nl is een variant op officielebekendmakingen.nl. Een van de verschillen is dat op open.overheid.nl 'beslisnota' een documentsoort is, waardoor bij een zoekresultaat zichtbaar is hoeveel van de resultaten beslisnota's zijn, en deze ook gemakkelijk geselecteerd kunnen worden.